# فرانز براندت
فرانز براندت (بالألمانية: Franz Brandt)‏ هو طيار بطل ألماني، ولد في 13 فبراير 1893 في مندن في ألمانيا، وتوفي في 1954 في إسن في ألمانيا.